# Villa Goldonkel
Die Villa Goldonkel ist ein 

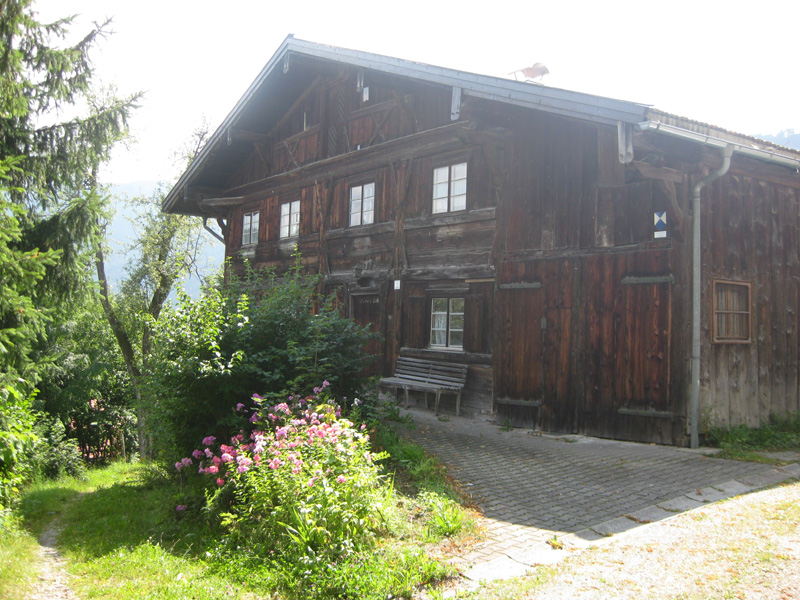
Villa Goldonkel, Ostseite

denkmalgeschütztes Bauernhaus in Pfronten. Seit 2009 ist das Gebäude im Besitz der Gemeinde, die hier ein Dokumentationszentrum für Heimatgeschichte einrichten will. 

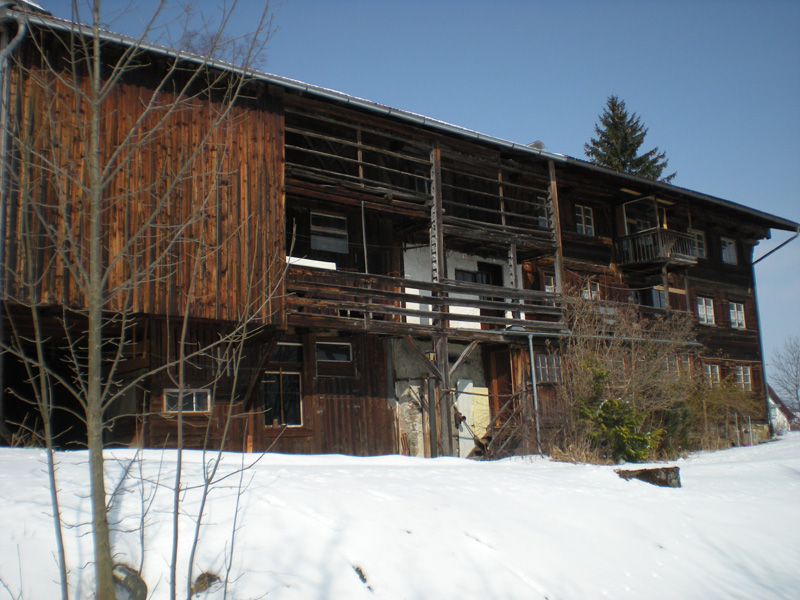
Villa Goldonkel, Südseite

## Lage

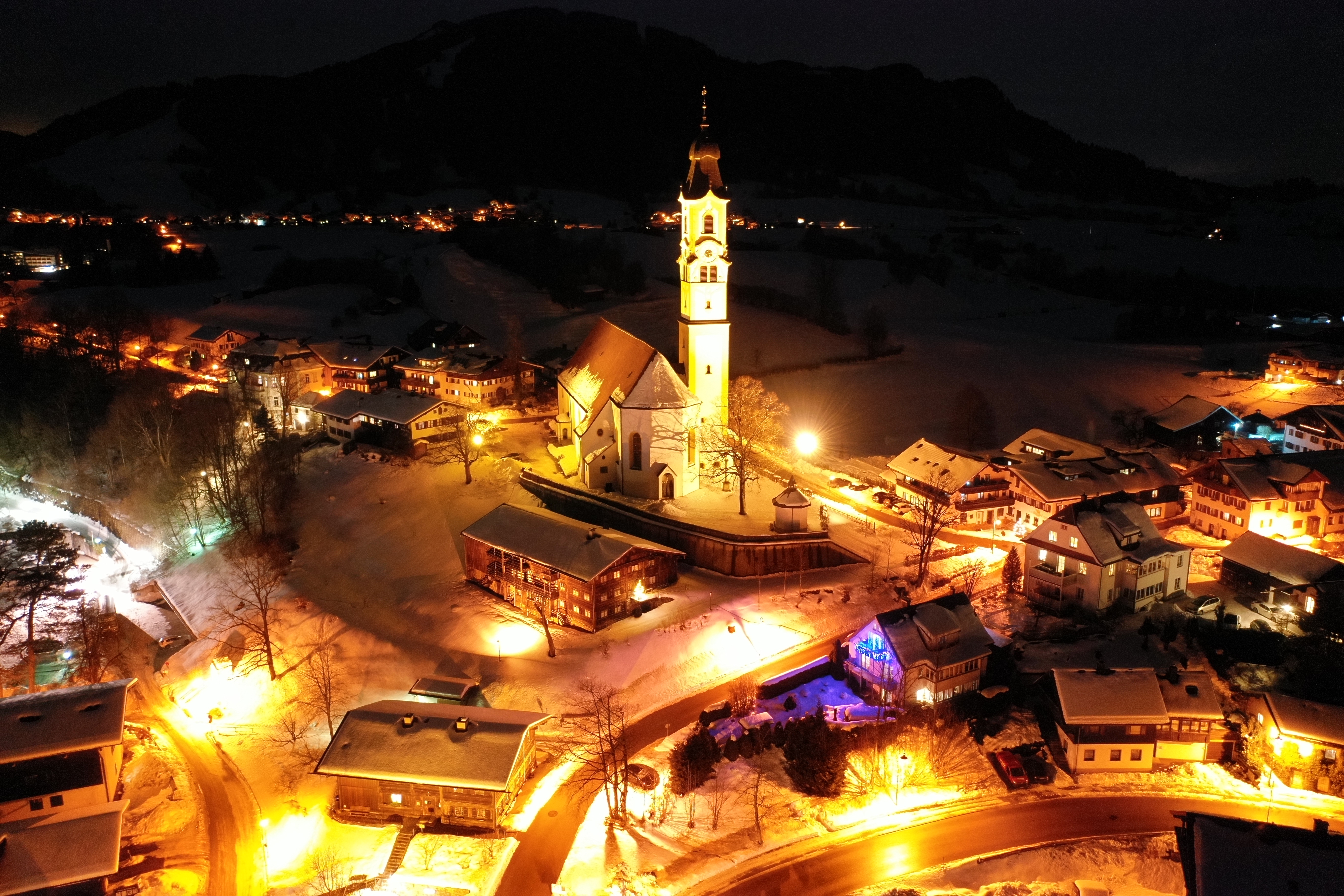
Villa Goldonkel neben der Pfarrkirche St. Nikolaus

Das Anwesen bekam 1784 bei der Nummerierung der Häuser die Nummer 192. Es liegt unterhalb der Pfarrkirche St. Nikolaus im Pfrontener Ortsteil Berg auf der Plannummer 2293 (Am Hörnle 1). Zusammen mit dem Heimathaus Pfronten und der Kirche selbst bildet das Ensemble in seiner exponierten Hanglage ein beliebtes Fotomotiv. 

## Baugeschichte

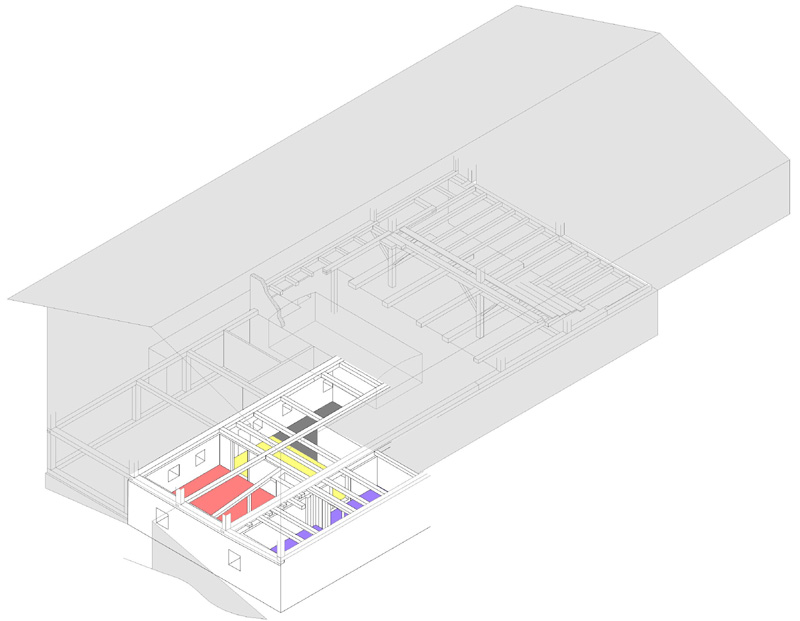
Isometrische Aufnahme des Kellergeschosses mit dem alten Hof

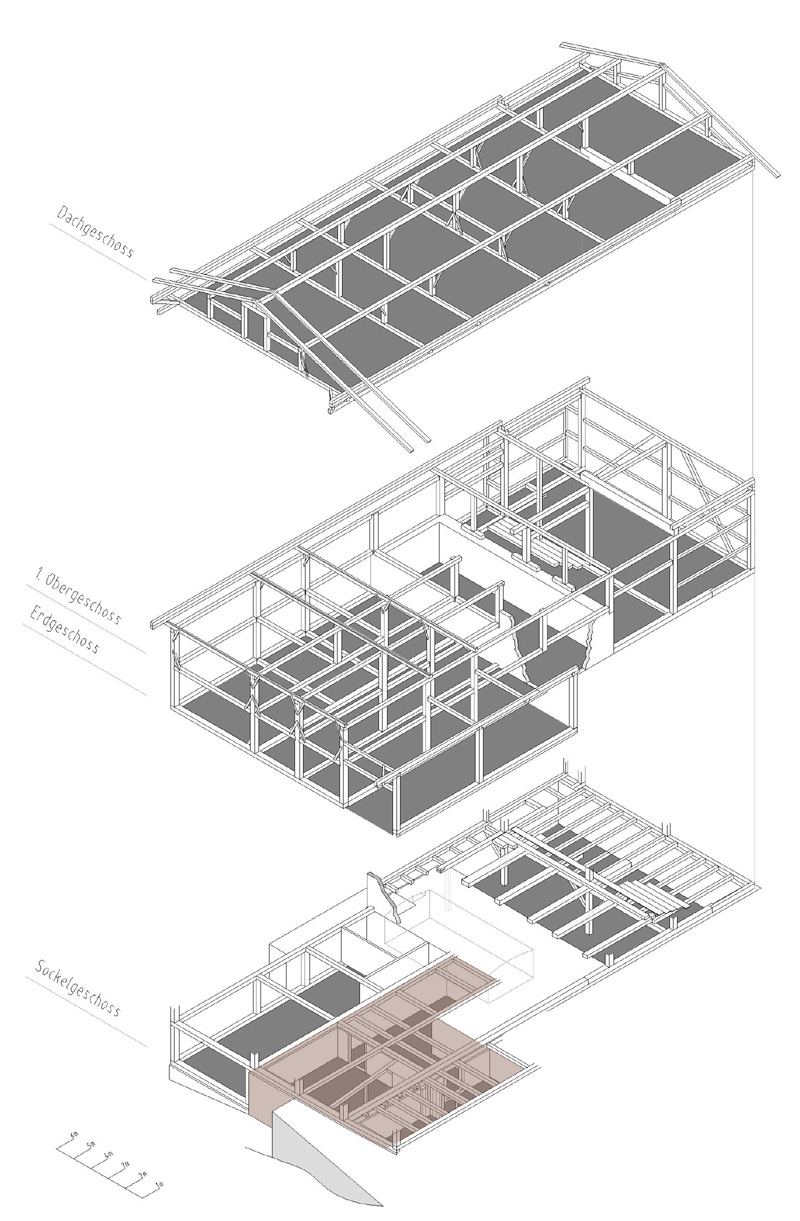
Isometrische Aufnahme des ganzen Gebäudes

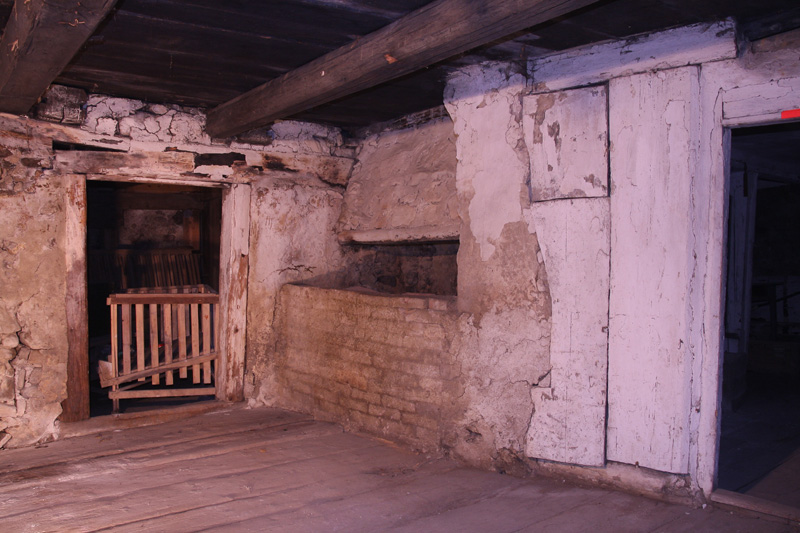
Küche im alten Hof

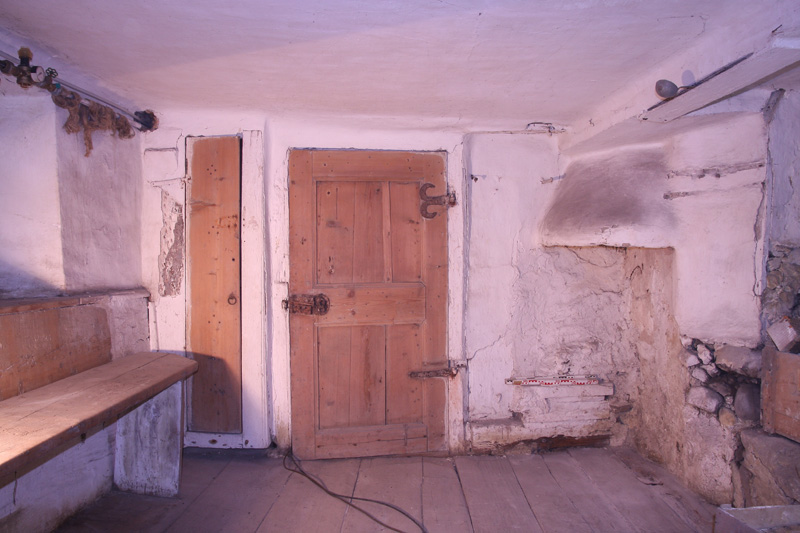
Stube im alten Hof

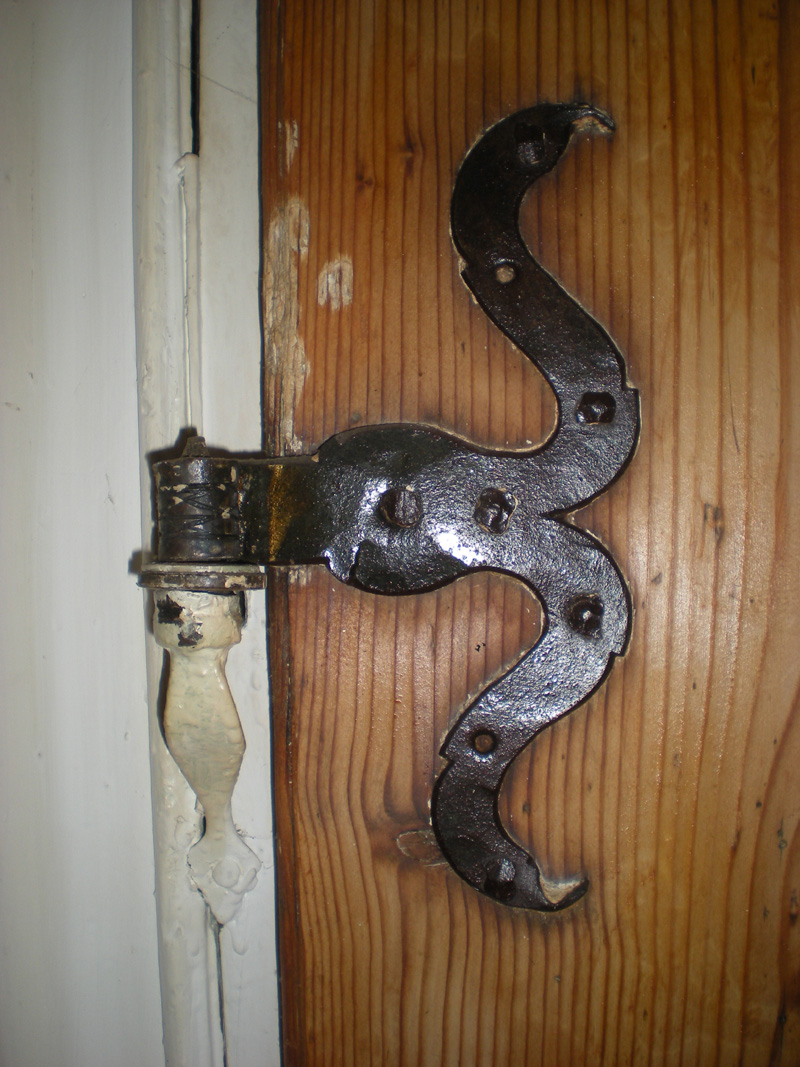
Alter Türbeschlag

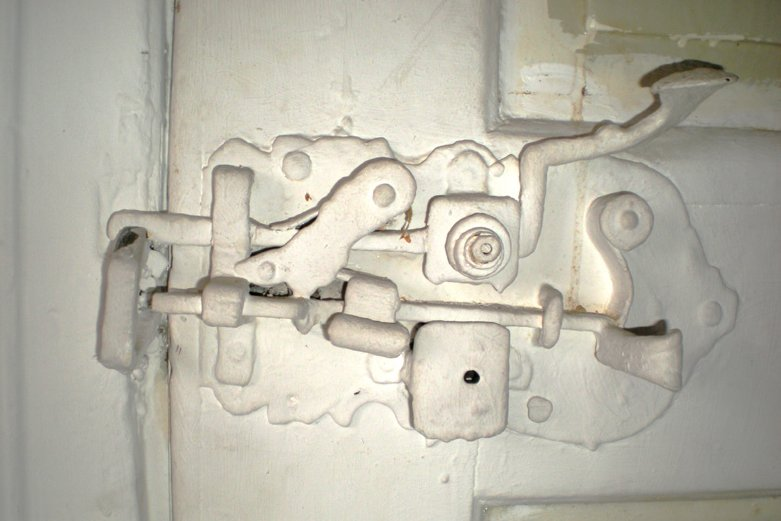
Altes Türschloss

Die Untersuchung der Bausubstanz hat ergeben, dass auf einem älteren Bauernhaus mit einem gemauerten Erdgeschoss später ein deutlich größerer, heute noch weitestgehend unveränderter Ständerbohlenbau aufgesetzt wurde. 

### Der alte Hof
Das alte Bauernhaus ist noch heute im Sockelgeschoss des heutigen Gebäudes vorhanden und ablesbar. Dieser Kernbereich besteht aus einer südöstlich gelegenen Wohnstube, einer anschließenden Flurküche und zwei nördlich im Hang gelegenen Kammern. Der Grundriss bildet den sog. Typus des Flurküchenhauses aus. Die Wohnfunktion ist durch eine noch vorhandene Feuerstelle in der Küche und ein Ofenfundament sowie auch eine Kienleuchte in der Stube definiert. An den Wohnteil ist ein in Teilen erhaltener Wirtschaftstrakt (Stall, Tenne) angeschlossen. Die Decke des alten Kerns wurde dendrochronologisch auf das Jahr 1643 datiert, wobei die massiven Wände durchaus noch älter sein können. Gotische Stilelemente an einer Säule und den Türpfosten sind vermutlich Elemente aus der nahe gelegenen Kirche, die hier zweitverwendet eingebaut wurden.
Eine Besonderheit der Stube ist die mit einfachen Stuckformen abgesetzte Decke, die wohl in einer Umbauphase des 18. Jh. entstanden ist und hier eine zeittypische „Weiße Stube“ ausbildet. Der alte Kern wurde mit dem heutigen Gebäude überbaut und ist von außen nur noch im Sockelbereich an der nordöstlichen Giebelseite ablesbar.

### Der neue Hof
Das heutige Hauptgebäude ist einer der letzten erhaltenen noch unverputzten Ständerbohlenbauten in dieser Region und ist inschriftlich auf das Jahr 1793 datiert. Bei diesem Einfirsthof handelt es sich um ein sog. Mitterstallhaus.
Die Erschließung erfolgt giebelseitig über einen sehr breiten Hausgang, der bis zum quer liegenden Stallteil in der Mitte des Gebäudes verläuft. An den Hausgang schließen südlich hintereinander Stube, Küche und Gaden an, nördlich eine Kammer und ein Wirtschaftsraum mit Zugang zur seitlichen Remise. Neben dem Stall befinden sich Tenne und Scheune. Der Grundriss ist, von kleineren Umbauten abgesehen, in seiner Systematik original erhalten. Besonderheiten des Innenraumes sind die homogene und ablesbare Holzkonstruktion und die Ausstattung im Bereich der Türen und Beschläge aus unterschiedlichen Zeitstellungen.

## Besitzer
Die Steuerregister von 1587, 1594, 1602 und 1628 verzeichnen einen Hans Wörle als Anwesenbesitzer in Pfronten-Berg. Er wird wohl der Vorgänger des Joseph Weber gewesen sein, denn von Weber wird 1662 ausdrücklich berichtet, dass er ein Anwesen von Hans Wörle habe. Weber wird schon 1645 als Besitzer eines Hofes in Berg genannt. Damals bezahlt er – ohne Besitz an Feldern – die niedrigste Abgabe aller Berger Bauern. 1662 dagegen hat er bereits sechs Metzensaat an Ackerland, vier Tagmahd Wiesen und zwei Kühe in seinem Stall. Als 1697 die Pfrontener Pfarrkirche neu gebaut und dabei stark vergrößert worden war, musste Joseph Weber für den das Gotteshaus umgebenden Friedhof einen Teil seiner Baind abgeben. Dafür erhielt er eine Entschädigung, die nach Webers Meinung aber zu gering ausgefallen war. Auf seinen Protest hin bekam er noch weitere 10 Gulden, die in den Rechnungen der Kirchenstiftung 1699/1700 unter den Ausgaben gebucht sind. Diese Nachricht beweist, dass Joseph Weber Besitzer der späteren Hausnummer 192 war. Weber starb hochbetagt im Jahre 1702 als ältester Mann der Pfarrgemeinde.
Der Nachfolger auf dem Anwesen war sein Sohn Andreas, der mehrfach in Briefprotokollen als Nachbar des nordwestlich angrenzenden Anwesens erscheint. Ab 1727 tritt in den Protokollen nur noch seine Witwe in Erscheinung.
Nach Andreas Weber folgt auf dem Hof dessen Sohn Anton Weber. Dieser hat, bereits auf dem Totenbett liegend, 1785 an seinen noch ledigen Sohn Joseph übergeben. Er kam 1789 zusammen mit seinem Bruder Benedikt in den Genuss einer bedeutenden Erbschaft, so dass den beiden der Bau des repräsentativen neuen Hofes möglich war.
Mit Joseph Webers Sohn Franz Xaver, der 1865 kinderlos verstarb, endet die Reihe der Weber auf dem Hof. Die Witwe des Franz Xaver überließ das Anwesen ihrem Neffen Jakob Haf. Als auch sein Sohn Xaver Haf keine leiblichen Erben hinterließ, kam Hausnummer 192 an das Seraphische Liebeswerk in Altötting. Von ihm konnte die Gemeinde Pfronten das Haus erwerben.

## Hausnamen
Joseph Weber († 1702) war von Beruf ein Glaser. Deshalb verzeichnet die älteste Hausnamenliste von 1804 die beiden Hausnamen „Glaser“ bzw. „Joase (= mundartlich Joseph) Glaser“. Noch vor 1900 kam dann die Bezeichnung „Gessele/Gässele“ in Gebrauch. Die Herkunft ist unbekannt. 
Seit etwa 1900 wird das Haus meist „Villa Goldonkel“ genannt. Im Volksmund wird überliefert, dass ein Mann aus diesem Haus mit einem Beutel voll Gold aus den „französischen Kriegen“ zurückgekehrt sei. Wahrscheinlicher aber geht der Hausname auf den kinderlosen Xaver Haf zurück, der den Bau eines Gesellenhauses („Kolpinghaus“) in seiner Heimatgemeinde sehr großzügig unterstützt hat.

## Ungeklärte Frage
- Bei der Einführung der Nummerierung der Pfrontener Anwesen im Jahre 1784 erhielt die Villa Goldonkel die Hausnummer 192, die man eigentlich im Norden des Ortsteils suchen müsste. Der Grund könnte darin liegen, dass dort ein Holzhaus abgebrochen wurde und wesentliche Teile davon 1793 für den Bau des „neuen Hofes“ sekundär wieder verwendet wurden.